# Șevcenkove, Bahmaci
Șevcenkove (în ucraineană Шевченкове) este un sat în comuna Haivoron din raionul Bahmaci, regiunea Cernihiv, Ucraina.

## Demografie
Componența lingvistică a localității Șevcenkove
     Ucraineană (100%)
Conform recensământului din 2001, toată populația localității Șevcenkove era vorbitoare de ucraineană (100%).